# جان چارنلی
جان چارنلی (به انگلیسی: John Charnley) (۱۹۱۱ - ۱۹۸۲ میلادی) پزشک جراح ارتوپدی و عضو انجمن سلطنتی انگلستان بود. او از بنیانگذاران جراحی تعویض مفصل ران و کاربرد روش های فشارنده (Compressive) در درمان بیماری های ارتوپدی بود و بیش از صد مقاله در ارتباط با رشته کاری خود نوشته است. 

## زندگینامه
وی در ۱۹۱۱ در بری لانگشایر انگلیس متولد شد و پس از دوران مدرسه در بری ، وارد دانشگاه منچستر گردید و در سال ۱۹۳۵ موفق به اخذ درجه دکترا شد و یک سال بعد عضو انجمن سلطنتی جراحان انگلیس گردید. چارنلی در بیمارستان سلطنتی منچستر مشغول خدمت گردید و با شروع جنگ جهانی دوم به خدمت در بیمارستانهای ارتشی پرداخت. در ۱۹۴۷ مجدداً به دانشگاه منچستر برگشت و در سال ۱۹۵۰ جراح مشاور بیمارستان رایتینگتن بود.
در سال ۱۹۵۳ وی روش آرترودز فشارنده را برای درمان عفونت ها و بیماری های مفصلی، ابداع نمود ولی از سال ۱۹۶۲ به بعد که اولین تعویض مفصل ران موفق را انجام داد، وقت و همت خود را مصروف پیشرفت این رشته نمود.